# Madiza glabra
Madiza glabra is een vliegensoort uit de familie van de Milichiidae. De wetenschappelijke naam van de soort is voor het eerst geldig gepubliceerd in 1820 door Fallen.